# لانچیا بتا-۱۵/۲۰اچ‌پی
لانچیا بتا-۱۵/۲۰اچ‌پی (Lancia Beta-۱۵/۲۰HP) خودرویی است که در سال‌های ۱۹۰۹تولید شده‌است.
طراحی آن خودروهای موتور جلو-محور عقب بوده وزن آن در حالت طبیعی ۷۸۰ کیلوگرم (۱٬۷۲۰ پوند) است.
موتور آن ۳۱۱۸ سی‌سی سیستم جعبه‌دندهٔ آن ۴ دنده به صورت دستی است.